# Raymond Lévesque
Pour les articles homonymes, voir Lévesque.
Raymond Lévesque, né le 7 octobre 1928 à Montréal  et mort dans la même ville le 15 février 2021, est un auteur-compositeur-interprète, poète, romancier et dramaturge québécois.

## Biographie
Raymond Lévesque étudie d'abord le piano avec Rodolphe Mathieu puis l'art dramatique avec Madame Audet. En 1947, Fernand Robidoux le découvre et l'invite à son émission radiophonique à CKAC pour interpréter quelques-unes de ses compositions. Dès la fin des années 1940, on le retrouve avec Jacques Normand au cabaret montréalais Au Faisan Doré et un peu plus tard au Cabaret Saint-Germain-des-Prés.
De 1952 à 1954, Raymond Lévesque anime à la SRC la série télévisée de variétés Mes jeunes années avec Colette Bonheur avant de quitter le Québec pour la France où il demeure de 1954 à 1959. Il enregistre alors chez Barclay. Plusieurs vedettes de l'époque interprètent ses chansons , notamment Bourvil, Jean Sablon, Cora Vaucaire, Eddie Constantine, etc. Raymond Lévesque se produit également sur les scènes de music-hall et dans des petits cabarets parisiens dont Le Port du Salut et La Colombe. C'est pendant cette période qu'il compose la chanson Quand les hommes vivront d'amour inspirée en grande partie par la guerre d'Algérie. D'abord enregistrée sur disque par Eddie Constantine, cette chanson est ensuite interprétée par plusieurs chanteurs québécois et français, dont Geneviève Bujold. En 1956, il crée une chanson en hommage à Honoré de Balzac qu'il interprète avec Bourvil. 
Revenu au Québec en 1959, Raymond Lévesque fonde la première boîte à chansons, les Bozos. De 1959 à 1964, il participe à divers téléromans et anime l'émission télévisée jeunesse Coucou à la télévision de Radio-Canada. À partir de 1968, encouragé par Gilles Vigneault, il s'essaie à l'écriture poétique, théâtrale et romanesque. En 1980, il reçoit le trophée Félix Hommage lors du second Gala de l'ADISQ. 
En 1986, atteint de surdité, Raymond Lévesque abandonne l'interprétation de la chanson. Au cours des ans, par le biais de différentes manifestations, il participe activement à la vie politique du Québec. Lauréat au Prix du gouverneur général en 2005, il refuse le prix en raison de ses convictions souverainistes.
Sur la scène artistique de Montréal et du Québec, sa fille, Marie-Marine Lévesque, contribue à garder bien vivant l'héritage de Raymond Lévesque en incorporant à ses spectacles plusieurs des chansons de son père, dont une qui avait été composée spécialement pour elle alors qu'elle était enfant.
Marie-Josée Longchamps en accord avec Raymond Lévesque présente depuis 2009 Marie-Josée Longchamps dans l'univers de Raymond Lévesque. Poèmes, monologues et chansons sont à l'honneur.
Raymond Lévesque a créé plus de cinq cents chansons, cinq pièces de théâtre, une cinquantaine de revues humoristiques, sept recueils de poésie, un recueil de lettres imaginaires humoristiques, une autobiographie.
Le 15 février 2021, il meurt à l'âge de 92 ans de la Covid-19.

## Discographie

### Albums
- 1962 Chansons et monologues (Sélect, M-298.045; Réédition 1990, Sélect, SAD-519 CD)
- 1965 Raymond Lévesque à la Butte-à-Mathieu (Gamma, GS-102; Réédition 1999, Analekta)
- 1967 Après 20 ans (Gamma, GS-111; Réédition 1989, Madacy DMI 2-6108 cassette)
- 1971 Raymond Lévesque (London, SDL-30013)
- 1972 Qui êtes-vous, Raymond Lévesque? (Radio-Canada International, RCI-682)
- 1975 Raymond Lévesque chante pour les travailleurs (Deram, XDEF-1004)
- 1977 Le p'tit Québec de mon cœur (Filoson, FIL-77101)

### Simples
- 1954 Les vieilles chansons – Les gens des grandes villes – Les trottoirs – Auprès d'elle (Barclay, EP 70001, France)
- 1955 La famille – Les bûcherons (Barclay, EP 50000, France)
- 1955 La famille – Entre toi et moi – La chanson de l'ombre – Les bûcherons (Barclay, EP 70002, France)
- 1956 Quand les hommes vivront d'amour – Les deux orphelines – Les trous de la ceinture – La vénus à Mimile (Barclay, EP 70044, France)
- 1957 Notre-Dame-de-Paris – La vie, la chance et l'amour – Monsieur Balzac – Mon petit chien, mon petit chat (Barclay, EP 70114, France)
- 1959 Le chum à maman – Les beans à m'lasse (Alouette, CF-788)
- 1959 La montagne – Quand on a du foin (Alouette, CF-789)
- 1968 Québec, mon pays – Paulin (Gamma, AA-1018)
- 1972 Tharèse – Dans mon char (Ciné, 4804)
- 1977 Le barrage – S'accoter (Filoson, 101)

### Compilations
- 1989 Collection souvenir (Madacy DMI 2-6108, cassette)
- 1993 Québec love : Raymond Lévesque (Gamma, G-507 CD)
- 1999 Raymond Lévesque : 50 ans de chansons - Quand les hommes vivront d'amour (Amberola, AMBP CD 7107, CD + DVD de l'émission "Musicographie")
- 2005 Raymond Lévesque - Collection Québec Info Musique (Expérience, EXP2-109)

### Collaborations et performances en tant qu'artiste invité
- 1950 Une bonne soirée avec... (Alouette ALP-3, compilation)
- 1966 Chansonniers du Canada (Radio-Canada International, RM-152)
- 1968 Les chansonniers du Québec (Sélect 398.151, compilation)
- 1969 The Singers / Composers of Québec (Gamma GM-502, compilation)
- 1971 Poèmes et chants de la résistance 2 (Résistance 604, double)
- 1973 Poèmes et chants de la résistance 3 (Résistance 603, double)
- 1974 L'automne-show (Rival R-i)
- 1980 Les Félix (ADISQ AD-509, compilation)
- 1998 Je me souviens (GSI Musique 3987, compilation, triple CD)
- 1999 N'ajustez pas vos appareils (Association des Réalisateurs de la SRC)

### Hommages
- 1965 Pauline Julien chante Raymond Lévesque (Gamma, GS-103/GM-103; Réédition 1999, Gamma, UBK 4096)
- 2005 Ils chantent Raymond Lévesque (XXI-21, XXI21470, Compilation)
- 2006 Quand les hommes vivront d'amour (Trilogie, TLGCD1363)
- 2016 Les jours d'amour, Marie-Josée Longchamps (Select UM-17655)

## Théâtre

### Comme auteur
- 1974 Ainsi soit-il, créée par Jacques Crête et les Nouveaux Compagnons à Trois-Rivières en octobre 1996 dans le cadre de Hommage à Raymond Lévesque

### Comme compositeur de revues et comédies musicales
- 1974 Tharèse
- 1980 On veut savoir
- 1983 C'est à ton tour mon cher René
- 1986 Waitress
- 1988 Deux mille ans après Jésus-Christ

### Poésie
- 1956 Quand les hommes vivront d'amour
- 1971 Au fond du chaos
- 1971 Le malheur n'a pas des bons yeux
- 1974 On veut rien savoir
- 1977 Le Temps de parler
- 1981 Électrochoc
- 1989 Quand les hommes vivront d'amour II
- 2012 La nouvelle pensée, Éditions Le Québécois.

### Divers
- 1959 Au cabaret avec Raymond Lévesque, dix nouvelles chansons
- 1970 Bigaouette (pièce de théâtre)
- 1984 C'est à ton tour, René, mon cher (journal imaginaire)
- 1986 D'ailleurs et d'ici (autobiographie)
- 1990 Le P'tit Québec de mon cœur (recueil de chansons)

- 2008 Raymond Lévesque : une vie d'ombre et de lumière. Biographie écrite par sa conjointe Céline Arsenault.

## Honneurs
- 1980 : Prix de l'ADISQ pour son œuvre
- 1996 : Médaille Jacques-Blanchet[5]
- 1997 : Prix Denise-Pelletier
- 1997 : Chevalier de l'Ordre national du Québec[6]
- 2005 : Refus du prix du Gouverneur général par conviction indépendantiste
- 2005 : Bene merenti de patria pour le refus du prix du Gouverneur général
- 2011 : Inauguration de bibliothèque Raymond-Lévesque (Longueuil), nommée en son honneur[7]
- 2012 : Médaille d'honneur de l'Assemblée nationale du Québec[8]